# Logeo geotécnico
El logeo geotécnico es la recopilación de información geotécnica de testigos de roca u otro material geológico. Generalmente el logeo geotécnico busca calcular índices de la coherencia y resistencia la una masa de roca muestreada en un testigo. Estos índices pueden ser el RQD, RMR o el índice Q. Un aspecto importante en el logeo geotécnico es la identificación y documentación de discontinuidades naturales como lo pueden diaclasas, fallas, diques, estratos, contactos etc. Errores típicos en el logeo geotécnico son:
- Confusión entre fracturas naturales y artificiales
- Descripción incorrecta de diaclasas
- Apreciación errada de la distancia entre diaclasas